# 片渕須直
片渕須直（日語：かたぶち すなお，1960年8月10日—）是一位日本動畫導演、劇本家，出生於大阪府，畢業於日本大學，之後加入STUDIO 4℃。

## 作品

### 動畫
- 1989年：《愛少女波麗安娜物語》
- 1989年：《魔女宅急便》
- 1993年：《小婦人物語 南與喬老師》
- 1994年：《七海的堤可》
- 1995年：《MEMORIES》
- 1996年：《名犬萊西》（導演）
- 1998年：《在這個星球上》（導演）
- 2000年：《阿萊蒂公主》（導演）
- 2001年：《地球少女Arjuna》
- 2003年：《神槍少女》
- 2004年：《MONSTER》
- 2004年：《天上天下》
- 2006年：《企業傭兵》（導演）
- 2009年：《新子與千年魔法》（導演）
- 2016年：《這個世界的角落》（導演）[1]

### 遊戲
- 2001年：《皇牌空战04 破碎的天空》
- 2004年：《皇牌空战5 未被歌颂的战争》
- 2019年：《空戰奇兵7 未知天際》[2]

## 外部連結
- 片渕須直在互联网电影资料库（IMDb）上的資料（英文）
- katabuchi_sunao （页面存档备份，存于）片渕須直Twitterアカウント
- WEBアニメスタイル「β運動の岸辺で」片渕須直による連載コラム （页面存档备份，存于）
- 「アリーテ姫」官方網站（「片渕監督のアリーテ四方山話」は 「アリーテ姫」公開終了後も更新中）
- 「マイマイ新子と千年の魔法」官方網站 （页面存档备份，存于）
- 心のつばさを広げよう 映画『マイマイ新子と千年の魔法』公開にむけて 片渕須直
- この星の上に/Upon The Planet
- ブラックラグーン―BLACK LAGOON―オフィシャルページ （页面存档备份，存于）
- 片渕須直監督とは！？ （页面存档备份，存于）